# Clo-Clo
Clo-Clo är en operett i tre akter med musik av Franz Lehár och libretto av Béla Jenbach. Den hade premiär den 8 mars 1924 på Wiener Bürgertheater. Senare kom den att bli känd med titeln Lolotte. Lehár började komponera verket den 24 augusti 1923 och den 14 februari 1924 var han klar med klaverutdraget. Det var Lehárs sista till fullo lättsinniga operett. De nästföljande verken, med start från Paganini, hade alla dramatiska innehåll och sorgliga slut.

## Mottagande
Kritikerna var begeistrade över operetten. Den var i Jacques Offenbachs anda och det drogs paralleller till Läderlappen av Johann Strauss den yngre. Redan en månad efter premiären sattes operetten upp i Budapest och 1930 uppfördes den i Paris. Därefter har verket sällan uppförts. Mellan 1971 och 2018 var den helt borta från repertoaren. 2018 fick den en renässans då den uppfördes på engelska på Ohio Light Opera i Wooster i Ohio. Den uppsättningen belönades med August-Frosch priset av BR-Klassik. Till sommaren 2019 har Lehár-Festivalen i Bad Ischl verket på sin spelplan, då den aldrig tidigare framförts på festivalen. Dessutom kommer skivmärket CPO släppa en CD från den uppsättningen.

## Personer
- Clo-Clo Mustache, sångerska
- Severin Cornichon, kallad Papa, borgmästare i Perpignan
- Melousine, hans hustru
- Angèle Garelle, en ung änka
- Maxime de Vallée
- De Marambert, Minister
- Marcel Durand (talroll)
- Tricolet, Greve av Monte Christo
- Chablis, pianolärare

## Handling
Severin Cornichon, borgmästaren i Perpignan, är en av flera beundrare till den parisiska sångerskan Clo-Clo Mustache. Hon ber borgmästaren att hjälpa henne ut ur en finansiell knipa, men han vägrar. I ett brev till borgmästaren titulerar hon honom hjärtligt med ordet "Papa". Borgmästarens hustru Melousine får tag i brevet och hon tror att Clo-Clo är hennes makes dotter. Då deras äktenskap varit barnlöst gläds hon åt tanken på en styvdotter. Hon reser till Paris för att lära känna henne. De båda bli vänner och Melousine vill ta med Clo-Clo hem och uppta henne i familjen. Clo-Clo tycker det passar bra då för tillfället är efterlyst av polisen för att ha slagit en kvinnlig polis. Då kvinnorna anländer till Perpignan blir det hela pinsamt för borgmästaren. Han tvingas erkänna Clo-Clo som sin dotter. Clo-Clo antar namnet "Babette" och spelar "oskulden från landet". Melousine anställer pianoläraren Chablis för att uppfostra styvdottern. Denne förälskar sig dock handlöst i Babette. Hon uppvaktas återigen av andra friare. Men ödet hinner i kapp henne. Myndigheterna meddelar att "Babettes" rätta identitet är Clo-Clo. Hon arresteras för överfallet på polisen. Det blir skandal i Perpignan och borgmästaren blir av med sitt ämbete. Efter två veckor friges Clo-Clo. Borgmästaren och hans hustru adopterar Clo-Clo, som gifter sig med sin barndomsvän Maxime.